# Plebeia margaritae
Plebeia margaritae är en biart som beskrevs av Jesus Santiago Moure 1962. Plebeia margaritae ingår i släktet Plebeia och familjen långtungebin. Inga underarter finns listade i Catalogue of Life.